# Michael Turner (piłkarz)
Michael Thomas Turner (ur. 9 listopada 1983 w Londynie) – angielski piłkarz występujący na pozycji środkowego obrońcy w Sheffield Wednesday.

## Kariera
Turner swoją karierę piłkarską rozpoczynał w szkółce piłkarskiej Charlton Athletic. Do pierwszej drużyny tego klubu włączony został w roku 2002. Nie był tam jednak podstawowym zawodnikiem i w marcu 2003 roku został wypożyczony do występującego wówczas w League Two Leyton Orient. Zadebiutował tam w spotkaniu z Boston United zaś pierwszą bramkę zdobył w pojedynku ze Swanseą City. Po półtoramiesięcznej grze na Brisbane Road Turner powrócił do Charltonu. W sezonie 2003/2004 Turner występował w rezerwach tej drużyny i był również kapitanem tego zespołu. Został także wybrany najlepszym piłkarzem młodego pokolenia w ekipie Charltonu. Na początku sierpnia 2004 roku Anglik został ponownie wypożyczony, tym razem trafił do Brentford. Zadebiutował tam 7 sierpnia w spotkaniu z Chesterfield Town. Na wypożyczeniu w Brentford Turner grał do listopada, po czym klub ten wykupił go od Charltonu. W kwietniu 2005 roku w pojedynku z Tranmere Rovers zdobył swoją pierwszą bramkę. Swój pierwszy sezon w Brentdford zakończył z 47 ligowymi występami. Został także wybrany najlepszym graczem swojej ekipy. W następnym sezonie Turner również był podstawowym zawodnikiem swojej drużyny, wystąpił wówczas w 48 meczach League One.
W lipcu 2006 roku Turner za kwotę 350 tysięcy funtów przeszedł do Hull City. Była to wówczas największa suma jaką Hull zapłaciło za obrońcę. W nowym zespole Anglik zadebiutował 5 sierpnia w przegranym 2:0 spotkaniu z West Bromwich Albion. 30 września w pojedynku z Crystal Palace zaliczył natomiast swoje pierwsze trafienie. W marcu 2007 roku strzelił bramkę w spotkaniu z Luton Town, która później została wybrana jako najlepsze trafienie Hull City w całym sezonie. Swój debiutancki rok w Hull zakończył z 43 ligowymi występami oraz pięcioma pucharowymi. W następnym sezonie również był podstawowym zawodnikiem i wystąpił w 47 ligowych meczach, w których zdobył pięć bramek. Ponadto wraz z drużyną awansował do Premier League. W kwietniu przedłużył swój kontrakt z drużyną do roku 2001. W najwyższej lidze w Anglii Turner zadebiutował 16 sierpnia 2008 roku w spotkaniu z Fulham. Pierwszą bramkę w Premier League zdobył natomiast 21 września w meczu z Evertonem. W lutym 2009 roku ponownie przedłużył swój kontrakt z Hull City, wiążący go z klubem do roku 2013. Mimo to w sierpniu podpisał kontrakt z Sunderlandem.
W nowym zespole zadebiutował 12 września w meczu ze swoim starym klubem, Hull City (4:1 dla Sunderlandu). Dwa tygodnie później w meczu z Wolverhampton Wanderers strzelił swoją pierwszą bramkę.